# Òrbita lunar

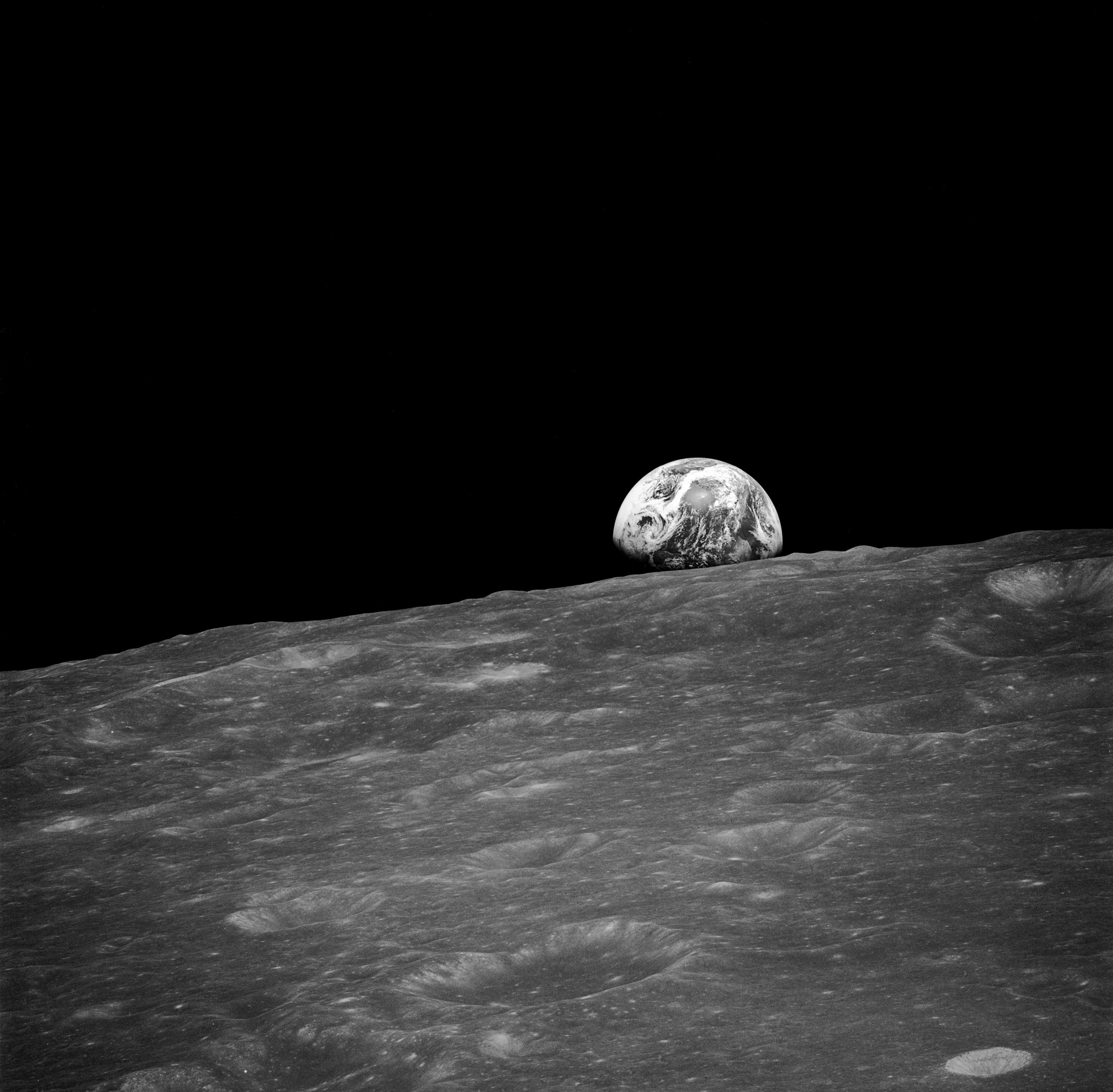
La Lluna des de l'òrbita lunar, amb el planeta Terra que s'alça sobre l'horitzó, presa en la missió Apollo 8 del 24 de desembre de 1968.

En astronomia, l'òrbita lunar (també coneguda com una òrbita selenocèntrica) refereix a l'òrbita d'un objecte al voltant de la Lluna.
Tal com s'utilitza en el programa espacial, això no es refereix a l'òrbita de la Lluna al voltant de la Terra, però a les òrbites de diverses naus espacials tripulades o no tripulades al voltant de la Lluna. L'altitud en l'apoapsi (el punt més allunyat de la superfície) per a una òrbita lunar se la coneix com a apolluna, apocynthion o aposelene, mentre que el periapsi (el punt més proper a la superfície) se la coneix com a perilluna, pericynthion o periselene.
L'òrbita lunar baixa (LLO)—òrbites inferiors a 100 quilòmetres d'altitud, són de particular interès en l'exploració de la lluna, però pateixen dels efectes de pertorbacions gravitacionals que fan més inestable, i només deixen unes poques inclinacions orbitals possibles per a òrbites congelades indefinides, útil per a estades de llarga durada en òrbites lunars baixes.

## Nau espacial robòtica
La Unió soviètica va enviar la primera nau espacial en les proximitats de la Lluna, el vehicle robòtic Luna 1, el 4 de gener de 1959. Va passar a 6.000 quilòmetres de la superfície de la Lluna, però no va aconseguir l'òrbita lunar. El Luna 3, va ser llançat el 4 d'octubre de 1959, va ser llançat el 4 d'octubre de 1959, va ser la primera nau espacial robòtica que va completar una trajectòria de retorn lliure circumlunar, encara no és una òrbita lunar, però una trajectòria en forma de 8, que va donar la volta a la costat llunyà de la Lluna i va tornar a la Terra. Aquesta nau va proporcionar les primeres imatges de la cara oculta de la superfície lunar.
La Luna 10 soviètica es va convertir en la primera nau espacial, en realitat va orbitar al voltant de la Lluna a l'abril de 1966. Es va estudiar el flux de micrometeorits, i l'ambient lunar fins al 30 de maig de 1966.
La primera nau espacial dels Estats Units en orbitar la Lluna va ser la Lunar Orbiter 1 el 14 d'agost de 1966. La primera òrbita era una òrbita el·líptica, amb una apolluna de 1.008 milles nàutiques (1.867 km) i una perilluna de 102,1 milles nàutiques (189,1 km). Llavors l'òrbita era circularized a al voltant 170 milles nàutiques (310 km; 200 mi) per obtenir imatgeria adequada. Aquestes cinc naus espacials van ser llançades durant un període de tretze mesos, totes les quals van fer un correcte mapatge de la Lluna, per tal de trobar llocs d'aterratge adequats del programa Apollo.
El més recent va ser la Lunar Atmosphere and Dust Environment Explorer (LADEE), que es va convertir en un experiment d'impacte balístic el 2014.

## Nau espacial humana tripulada
El mòdul de comandament i servei del Programa Apollo (CSM) va romandre en una òrbita d'estacionament lunar, mentre que el mòdul lunar (LM) va aterrar. La combinació del CSM/LM primer entraria a una òrbita el·líptica, nominalment 170 milles nàutiques (310 km) per 60 milles nàutiques (110 km), que després va ser canviat després a una òrbita d'estacionament circular d'unes 60 milles nàutiques (110 km). Els períodes orbitaris varien segons la suma de apoapsis i periapsis, i pel CSM era d'unes dues hores. L'LM va començar la seva seqüència d'aterratge amb una Inserció de Descens Orbital (DOI) que va cremar per baixar el seu periàpside a uns 15 km (8,2 milles nàutiques), va ser elegit per evitar colpejar les muntanyes lunars que assoleixen altures de d'uns 6.100 m (3,3 milles nàutiques). Després de la segona missió d'aterratge, el procediment va ser canviat en Apollo 14 per estalviar més combustible del Mòdul Lunar pel seu descens accionat, mitjançant l'ús de combustible de la CSM per dur a terme la cremada del DOI, i posteriorment elevant de nou el seu periàpside a una òrbita circular després que el Mòdul Lunar havia fet el seu aterratge.

## Efectes de pertorbacions
Les anomalies gravitatòries que distorsionen lleugerament les òrbites d'alguns orbitadors lunars van conduir al descobriment de les concentracions de massa (batejat com a mascons), per sota de la superfície lunar, provocat per grans cossos impactants en algun moment remot en el passat.
Aquestes anomalies són prou importants per causar que una òrbita lunar canviï significativament durant el curs de diversos dies.
La primera missió tripulada d'aterratge de l'Apollo 11 empra el primer intent de corregir l'efecte de pertorbació (les òrbites congelades no es coneixien en aquell moment). L'òrbita d'estacionament era "circularitzat" a 66 milles nàutiques (122 km) per 54 milles nàutiques (100 km), que s'esperava que es convertís en circulars nominals de 60 milles nàutiques (110 km), quan el Mòdul Lunar va fer el seu encontre amb el retorn del CSM. Però l'efecte es va sobreestimar per un factor de dos; en la trobada de l'òrbita es va calcular en 63,2 milles nàutiques (117,0 km) de 56,8 milles nàutiques (105,2 km).
L'estudi de l'efecte dels mascons en la nau espacial lunar va portar al descobriment en el 2001 d'"òrbites congelades" que tenen lloc en quatre inclinacions orbitals: 27°, 50°, 76° i 86°, en què una nau pot romandre en una òrbita baixa indefinidament. El subsatèl·lit Apollo 15 PFS-1 i el subsatèl·lit Apollo 16 PFS-2, tots dos satèl·lits petits van ser alliberats des del Mòdul de Servei de l'Apollo, va contribuir a aquest descobriment. El PFS-1 va acabar en una òrbita de llarga durada, a 28 graus d'inclinació, i va completar amb èxit la seva missió després d'un any i mig. El PFS-2 es va col·locar en una inclinació orbital particularment inestable d'11 graus, i va durar només 35 dies en òrbita abans d'estavellar-se contra la superfície lunar.